# Elijah Muturi Karanja
Elijah Muturi Karanja (* 1981) ist ein kenianischer Langstreckenläufer, der sich auf Straßenläufe spezialisiert hat.
2006 wurde er Achter beim Nairobi-Marathon. 2008 gewann er den Prag-Halbmarathon, und im Jahr darauf wurde er Zehnter beim Tiberias-Marathon.
2010 siegte er beim Tainan-Marathon und beim San-Sebastián-Marathon.

## Persönliche Bestzeiten
- Halbmarathon: 1:02:08 h, 29. März 2008, Prag
- Marathon: 2:13:29 h, 28. November 2010, Donostia-San Sebastián